# Aanbevolen dagelijkse hoeveelheid
De aanbevolen dagelijkse hoeveelheid adh of adequaat niveau van inneming AI is een richtlijn voor de inname van vitamines, vetten en andere voedingsstoffen dat vastgelegd is in de jaren 30.
Een veelgehoord misverstand is dat de adh de minimumhoeveelheid is van een voedingsstof die nodig is om deficiëntie te voorkomen. De adh's zijn ontworpen om voor verreweg de meeste mensen groter te zijn dan de fysiologische behoefte voor die voedingsstof. Ze zijn gebaseerd op schattingen van de behoeften van diverse leeftijdsgroepen, mannen en vrouwen, en gelden op groepsniveau. Per definitie voorziet de adh in de behoefte van 97,5% van de individuen in de gezonde bevolking. Er wordt rekening gehouden met verschillen in de stofwisseling tussen individuen. Eventuele polymorfieën die een hogere behoefte dan gebruikelijk veroorzaken zijn hierin dus uitdrukkelijk opgenomen. Als er geen adh kan worden bepaald schat men een adequate inneming AI, hetgeen het laagste niveau van inneming is dat toereikend lijkt voor vrijwel de gehele populatie en daarom meestal hoger is dan de adh.
De aanbevolen en adequate hoeveelheid voedingsstoffen zijn voor vrouwen, die zwanger zijn of een kind zogen, over het algemeen anders dan voor andere vrouwen en mannen van hun leeftijd. In Nederland wordt de richtlijn opgesteld door de Gezondheidsraad, een adviescollege van de regering. In België worden de aanbevolen dagelijkse hoeveelheden bepaald door de Commissie Voedingsnormen van de Hoge Gezondheidsraad.
Voedingsstof en nutriënt zijn synoniem.

## Tabel
De benodigde hoeveelheden vitamines en mineralen is afhankelijk van geslacht, levensfase en leeftijd van de persoon. Zo heeft een volwassene een andere behoefte dan een kind. In de tabel hieronder wordt een voorbeeld gegeven van hoe veel een vrouw of man van rond de 30 jaar gemiddeld per dag nodig heeft. Naast de adh wordt ook een maximum en een etiketwaarde gegeven.
De etiketwaarde geeft aan welke adh-waarde leveranciers van voedingswaren en voedingssupplementen moeten aanhouden op het etiket, volgens het Warenwetbesluit Voedingswaarde-informatie levensmiddelen, het Warenwetbesluit toevoeging micro-voedingsstoffen aan levensmiddelen en de Europese etiketteringsrichtlijn. De hoeveelheid vitamines en mineralen in voedingsmiddelen moet namelijk op het etiket worden uitgedrukt als percentage van de adh. Zo kan bijvoorbeeld op het etiket vermeld staan: 30 mg vitamine C (37,5% adh). Deze waarde kan afwijken van de waarde in kolom adh, aangezien in die kolom een voorbeeld wordt gegeven van de adh voor een vrouw of man met een leeftijd van ongeveer 30 jaar.
De in onderstaande kolom weergegeven maxima geven aan welke dosering nog veilig is bij langdurig gebruik en waarboven mogelijk schadelijke effecten kunnen optreden. Deze maxima zijn opgesteld door de Scientific Committee on Food, een wetenschappelijke commissie van de Europese Unie.
| aanbevolen dagelijkse hoeveelheden adh | aanbevolen dagelijkse hoeveelheden adh | aanbevolen dagelijkse hoeveelheden adh | aanbevolen dagelijkse hoeveelheden adh | aanbevolen dagelijkse hoeveelheden adh | aanbevolen dagelijkse hoeveelheden adh |
| -------------------------------------- | -------------------------------------- | -------------------------------------- | -------------------------------------- | -------------------------------------- | -------------------------------------- |
| voedingsstof                           | per geslacht en leeftijd               | voorbeeld adh: volwassene van 30 jaar  | op etiket                              | maximum                                | eenheid                                |
| vitamine A                             | gespecificeerde adh's                  | 800-1000                               | 800                                    | 3000                                   | µg/dag                                 |
| vitamine B1                            |                                        | 1,1                                    | 1,1                                    | geen maximum                           | mg/dag                                 |
| vitamine B2                            |                                        | 1,5                                    | 1,4                                    | geen maximum                           | mg/dag                                 |
| vitamine B3 of Niacine                 |                                        | 17                                     | 16                                     | 35                                     | mg/dag                                 |
| vitamine B5 of pantotheenzuur          |                                        | 5                                      | 6                                      | geen maximum                           | mg/dag                                 |
| vitamine B6                            |                                        | 1,5                                    | 1,4                                    | 25                                     | mg/dag                                 |
| vitamine B8 of biotine                 |                                        | 150                                    | 50                                     | geen maximum                           | µg/dag                                 |
| vitamine B11 of foliumzuur             | gespecificeerde adh's                  | 300                                    | 200                                    | 1000                                   | µg/dag                                 |
| vitamine B12 of cobalamine             |                                        | 2,8                                    | 2,5                                    | geen maximum                           | µg/dag                                 |
| vitamine C                             | gespecificeerde adh's                  | 70                                     | 80                                     | open                                   | mg/dag                                 |
| vitamine D                             | gespecificeerde adh's                  | 10 (400IE)                             | 10,0                                   | 100 (4000IE)                           | µg/dag                                 |
| vitamine E                             |                                        | 9,3-11,8                               | 12                                     | 300                                    | mg/dag                                 |
| vitamine K                             |                                        | 120                                    | 120                                    | geen maximum                           | µg/dag                                 |
| calcium                                |                                        | 1000                                   | 800                                    | 2500                                   | mg/dag                                 |
| fosfor                                 |                                        | 800                                    | 700                                    | -                                      | mg/dag                                 |
| magnesium                              |                                        | 300                                    | 375                                    | -                                      | mg/dag                                 |
| koper                                  |                                        | 5                                      | 1                                      | -                                      | mg/dag                                 |
| fluor                                  |                                        | open                                   | 3,5                                    | -                                      | mg/dag                                 |
| chroom                                 |                                        | 125                                    | 40                                     | geen maximum                           | µg/dag                                 |
| jodium                                 |                                        | 150                                    | 150                                    | 600                                    | µg/dag                                 |
| ijzer                                  | gespecificeerde adh's                  | 14                                     | 14                                     | open                                   | mg/dag                                 |
| mangaan                                |                                        | 5                                      | 2                                      | geen maximum                           | mg/dag                                 |
| molybdeen                              |                                        | 160                                    | 50                                     | 600                                    | µg/dag                                 |
| boor                                   |                                        | -                                      | -                                      | open                                   | mg/dag                                 |
| seleen                                 |                                        | -                                      | 55                                     | 300                                    | µg/dag                                 |
| zink                                   |                                        | 15                                     | 10                                     | 25                                     | mg/dag                                 |
| kalium                                 |                                        | 3100                                   | 2000                                   | open                                   | mg/dag                                 |
| natrium                                |                                        | 2000                                   | -                                      | -                                      | mg/dag                                 |
| chloride                               |                                        | 2000                                   | 800                                    | -                                      | mg/dag                                 |